# Claudiu Răducanu
Claudiu Nicu Răducanu (ur. 3 grudnia 1976 w Krajowie) – rumuński piłkarz występujący na pozycji napastnika.

## Kariera klubowa
Răducanu seniorską karierę rozpoczął w 1994 roku w zespole Electroputere Craiova. W 1998 roku zmienił on nazwę na Extensiv Craiova. Na początku 2000 roku trafił do Steauy Bukareszt. W 2001 roku wywalczył z nią mistrzostwo Rumunii i Superpuchar Rumunii, a w 2003 roku wicemistrzostwo Rumunii. W 2003 roku wraz z 21 bramkami na koncie został również królem strzelców Liga I.
Na początku 2004 roku przeszedł do hiszpańskiego Espanyolu. W Primera División zadebiutował 1 lutego 2004 roku w wygranym 1:0 pojedynku z Villarrealem, w którym strzeli także gola. Przez pół roku w barwach Espanyolu rozegrał 11 spotkań i zdobył 3 bramki.
W połowie 2004 roku Răducanu odszedł do niemieckiej Arminii Bielefeld. W Bundeslidze pierwszy mecz zaliczył tam 8 sierpnia 2004 roku przeciwko Borussii Mönchengladbach (0:0). Przez rok dla Arminii zagrał w 5 ligowych spotkaniach.
W 2005 roku wrócił do Rumunii, gdzie został graczem klubu FC Vaslui. Spędził tam rok. Następnie występował w chińskim Guangzhou GPC (II liga), cypryjskim Nea Salamina Famagusta (I liga), włoskim Sorrento Calcio (III liga), rumuńskim Universitatea Kluż-Napoka (I liga), azerskim Xəzər Lenkoran (I liga) oraz hiszpańskich UE Poble Sec (V liga) i CF Gavà (III liga).
Latem 2010 roku Răducanu został graczem hiszpańskiego czwartoligowca, CE Premià.

## Kariera reprezentacyjna
W reprezentacji Rumunii Răducanu zadebiutował 30 kwietnia 2003 roku w wygranym 1:0 towarzyskim meczu z Litwą. W drużynie narodowej rozegrał w sumie 2 spotkania, oba w 2003 roku.